# Doorkijkkopje
Het doorkijkkopje (Trematocephalus cristatus) is een spin die behoort tot de familie hangmatspinnen.
De vrouwtjes worden 2,4 tot 2,6 mm groot, de mannetjes 2 tot 2,2 mm. Het kopborststuk is helder roodachtig bruin met een donkere oogregio. De poten zijn rood met bruin gestreept. het achterlijf is  behaard en bijna zwart gekleurd. De soort leeft in bomen. Ze komt voor in het westelijke Palearctisch gebied.